# Coursan
Coursan é uma comuna francesa na região administrativa de Occitânia, no departamento de Aude. Estende-se por uma área de 24,61 km². Em 2010 a comuna tinha 5 960 habitantes (densidade: 242,2 hab./km²).